# جهد فعل قلبي

تنشأ الشارة المحفزة في العقدة الجيبية الأذينية لتنتقل عبر الأذينين إلى العقدة الأذينية البطينية ومن هناك تنتقل عبر شبكة التوصيل لتصل قمة القلب، ثم لتنتشر من هناك في خلايا البطينين مسببة انقباضهما.

الشارة المحفزة أو جهد الفعل القلبي (بالإنجليزية: Cardiac action potential)‏ هي التفاعل الكهروكيميائي الناشئ في خلايا العضلة القلبية وبخاصةً تلك المتخصصة مثل تلك في منظم دقات القلب الطبيعي (عقدة جيبية أذينية)، والمنتشر في العضلة القلبية عبر الجهاز القلبي الناقل ليقوم بتحفيز كامل عضلة القلب للانقباض المنتظم.

## الشرحالوظيفي لانتقال الشارة
انتقال الشارة الكهربية في عضلة القلب بهذا الشكل له دوره الوظيفي في دورة القلب:
• ففي المرحلة الأولى يتبع انقباض عضلة الأذينيين انتشار الشارة المحفزه، وذلك لضخ الدم عبر الصمامين ثلاثي الشرح وثنائي الشرف إلى بطيني القلب. هذا المرحلة تسمى انقباضة الأذينين وتمثلها في مخطط القلب الكهربائي موجه p
•تأخير الشارة في العقد الأذينية البطينية يسمح باكتمال دخول الدم إلى البطينين، التسرع في انقباض البطينين يؤدي إلى انقباض البطينين قبل اكتمال امتلائهما بالدم، مما يقلل من الكسر القذفي، كما يحدث في الانقباضات الخارجة (تمثل هذا الفترة في مخطط القلب الكهربائي المسافة بين p ومركب QRS)
•انتقال الشارة عبر حزمه هيس لا يرافقها انقباض لعضلة القلب وذلك لإيصال الشارة إلى قمة القلب، حيث يتم نقل الشارة من هناك إلى عضله البطينين عبر ألياف بوركيني مسببة انقباض عضلة البطينين، هذا الانقباض الذي يبدأ عند قمة القلب متجهاً إلى قاعدة القلب. هذا الاتجاه هو لضخ الدم خلال الصمامين الأبهري والرئوي. مركبة QRS في مخطط القلب الكهربائي يمثل هذه المرحلة.

## الأساسالنسيجيللتحفيز القلبي
تقسم خلايا العضلة القلبية إلى ثلاثة مجموعات:
1. خلايا عضلية منقبضة (وهي تشبه الخلايا العضلية في أنها تتقلص (تنقبض) متأثرة بجهد الفعل القلبي، ولكنها تقوم أيضاً بتوصيل التحفيز إلى الخلية المنقبضة التي تليها. وهي تشكل معظم خلايا العضلة القلبية، حيث تعتمد قدرة الضخ للقلب على قوة هذه الخلايا وانتظام عملية انقباضها.
2. خلايا نظمية والمتواجدة في العقد النظمية مثل العقدة الجيبية والعقدة الأذينية البطينية وخلايا جهاز التوصيل القلبي وهي أشبه بالخلايا العصبية من ناحية وظيفية، فهي خلايا قلبية متخصصة في توليد الشارة المحفزة وتوصيلها إلى الخلايا المنقبضة.
3. خلايا ضامة تقوم بربط أجزاء القلب معاً، وتقوم كهربائياً بعزل (غير موصلة كهربياً) أقسام القلب مثل الأذينين عن البطينين.

## تنظيم الانقباض القلبي
حتى تكون انقباضات خلايا العضلية للقلب فاعلةً؛ لابد من تنظيمها بحيث تنقبض العضلة القلبية كوحدة متكاملة في نفس الوقت وتنبسط معاً في نفس الوقت لتحقيق وظيفتها في ضخ الدم. بدون هذا التنظيم - أي عندما يكون انقباض الخلايا عشوائيا - فإن العضلة القلبية ترتجف بسبب التحركات العشوائية لخلاياها بدون أن يكون ذلك فاعلاً في ضخ الدم، وهو ما يُدعى بالرجفان القلبي (انظر رجفان أذيني ورجفان بطيني).
| جهاز التوصيل           | \| المنطقة \| التردد\دقيقة \| \| عقدة جيبية (1) \| 60-80 \| \| عقدة أذينية بطينية (2) \| 40-60 \| \| خلايا البطين \| 20-40 \| |
| المنطقة                | التردد\دقيقة |
| عقدة جيبية (1)         | 60-80 |
| عقدة أذينية بطينية (2) | 40-60 |
| خلايا البطين           | 20-40 |

لتنظيم انقباض عضلة القلب تقوم خلايا متخصصة في عضلة القلب، تُدعى بالخلايا النظمية بإصدار الشارة المحفزة بشكل دوري. هناك سباق بين الخلايا في إصدار الشارة المحفزة، والخلية الأسرع في إزالة الاستقطاب هي التي يكون لها حظ إصدار الشارة المحفزة التي تؤدي إلى انقباض خلايا عضلة القلب. أسرع الخلايا النظمية في إصدار الشارة المحفزة هي خلايا العقدة الجيبية، إذ أنها تمتاز بقصر المدة التي تحتاجها لإزالة الاستقطاب، ومن ثَمَّ لاصدار الشارة، لذا فإن النظم الطبيعي للقلب يكون صادراً عن العقدة الجيبية وهذا هو السبب في تسمية النظم القلبي الطبيعي بالنظم الجيبي، ويكون تردد هذا النظم في حالة الراحة ما بين 60-80\دقيقة. في الحالات التي تفشل العقدة الجيبية عن إصدار الشارة المحفزة ( متلازمة العقدة الجيبية المريضة)، أو تفشل في إيصال هذه الشارة لخلايا القلب ( إحصار جيبي أذيني)، فإن مجموعة الخلايا التي تليها في سرعة إزالة الاستقطاب تتولى تلك المهمة بحسب سرعاتها هي (كما هو موضح في الجدول).

## جهد الفعل القلبي
| العنصر     | الأيون | التركيز داخل الخلية | التركيز بين الخلايا | النسبة   |
| ---------- | ------ | ------------------- | ------------------- | -------- |
| الصوديوم   | +Na    | 10                  | 135-145             | 14:1     |
| البوتاسيوم | +K     | 155                 | 3.5-5.0             | 1:30     |
| الكلور     | -Cl    | 20-30               | 95-110              | 4:1      |
| الكالسيوم  | 2+Ca   | 10−4                | 2                   | 2x10−4:1 |

تمتاز الخلايا الحية بوجود استقطاب كهربي على جانبي الغشاء الخلوي يُدعى أحياناً بجهد أو توتر الغشاء الخلوي (بالإنجليزية: Membrane Potential)‏. ينشأ هذا الاستقطاب (بالإنجليزية: Polarization)‏ بسبب اختلاف تراكيز الأيونات على جانبي الغشاء الخلوي (الداخلي والخارجي) والحاصل بسبب قيام «مضخات أيونية» في الغشاء الخلوي بضخ الأيونات للحفاظ على هذا الجهد الغشائي. يشكل هذا الجهد الغشائي وضعية الراحة للخلايا القلبية، حيث تكون الخلايا عندها مستعدة لاستقبال الشارة التحفيزية ولذلك يمكن وصف ذلك أيضاً بوضعية التأهب.

### الخلايا النظمية

الجهد الغشائي للخلايا النظمية في الناظمة القلبية.

تفقد الخلايا النظمية في القلب الجهد الغشائي تدريجياً - وبدون تدخّل الخلايا المجاورة - حتى تصل القيمة الحرجة لإحداث التفريغ الكهربي المدعو إزالة الاستقطاب (بالإنجليزية: Depolarization)‏. ينجم هذا التغير نتيجةً تغير في تركيز الأيونات ناجم عن عبورها الغشاء الخلوي. إزالة الاستقطاب هذه تمثل "الشارة المحفزة التي تنتقل عندها من خلية إلى أخرى عبر جهاز التوصيل القلبي لتصل إلى الخلايا المنقبضة.
من مميزات جهد الفعل في خلايا العقد النظمية أنها تحدث تلقائياً وبشكل منتظم، كما أن إزالة الاستقطاب تحدث بسبب دخول بطيء نسبياً لأيونات الكالسيوم إلى داخل الخلية، بعكس جهد الفعل في الخلايا العصبية والتي تعتمد الدخول السريع أيونات الصوديوم. بمعنى آخر فإن هذه الخلايا تمتاز بعدم وجود «جهد غشائي مستقر»، وذلك لأنها تبدأ مباشرة وبدون تحفيز (في وضع الراحة) بإزالة الأستقطاب وبالتالي تغيير تدريجي للجهد، أي أن الجهد الغشائي لا يستقر في هذه الخلايا.
يوضح الرسم البياني مراحل جهد الفعل في الخلايا النظمية:
1. في البداية تلاشي تدريجي للجهد الغشائي حتى وصول النقطة الحرجة،
2. يليه إزالة استقطاب سريعة نسبياً،
3. يتلو ذلك «عودة الاستقطاب» حتى وضعية البداية،

هذه العملية تتكرر مراراً بتلاشٍ تدريجي جديد للاستقطاب بدون أي حافز خارجي وهكذا دواليك، وتعتمد سرعة هذه التكرارات على سرعة إعادة الاستقطاب ومستوى النقطة الحرجة.

### الخلايا العضلية المنقبضة

جهد الفعل القلبي في الخلايا العضلية المنقبضة.

تمتاز «الخلايا العضلية المنقبضة» بوجود «جهد غشائي مستقر» حقيقي (4)، بحيث أنها تحتاج إلى شارة محفزة للخروج من وضعية الراحة وإحداث إزالة الاستقطاب، عادةً ما تأتي الشارة المحفزة من الخلايا المحفّزة المجاورة.
يُقسم جهد الفعل في الخلايا المنقبضة إلى مراحل ( الرسم البياني) تشمل: فترة إزالة استقطاب سريعة (0) (بالإنجليزية: "fast response" action potentials)‏ ناجمة عن التأثّر بالخلايا المجاورة، تليها فترات «عودة استقطاب» متأثرة بتغيرات أيونية لأيونات الصوديوم (1) الكالسيوم (2) البوتاسيوم (3) عبر قنوات أيونية متخصصة في الغشاء الخلوي. ومما يميز جهد الفعل القلبي طول فترة إعادة الاستقطاب (1 إلى آخر 3) إذا ما قورنت بجهد فعل الخلايا العصبية. كما تمتاز بأن للكالسيوم دوراً رئيسياً فيها. ويلعب تغير تركيز الكالسيوم في داخل الخلية القلبية المنقبضة كنتيجة لجهد الفعل هذا إلى التأثير على الألياف البروتينية المنقبضة داخل الخلية، مما يسبب انقباضها.

### دور الحِران

فترة الحِران.

يكون الغشاء الخلوي أثناء فترتي إزالة الاستقطاب وإعادة الاستقطاب حالة مُستثارة، وفي وضع غير مستقر وغير مُتأثّر بالشارات المحفزة المتولدة في الخلايا المجاورة - بمعنى أنه لا يمكن استثارة خلية مستثارة بالفعل. هذا الدور التي تكون فيه الخلية غير قابلة للاستثارة يُدعى بدور الحِران (بالإنجليزية: Refractory period)‏.
يُفيد دور الحران الخلايا القلبية في حمايتها من التسارعات القلبية، وتحديد سرعة القلب، حيث أن الانقباضات المتتالية السريعة جداً قد تؤدي إلى تقليل فاعلية ضخ الدم، بالذات إذا انقبضت العضلة القلبية مبكرةً وقبل امتلائها بالدم. كما أن لدور الحران أهمية في علاج اضطرابات النظم، حيث تقوم بعض مضادات اضطراب النظم بإطالة دور الحران، وذلك للتقليل من فرص حدوث تسارعات نظمية، كما أن مبدأ تقويم النظم يعتمد على إدخال جميع الخلايا القلبية دور الحران في نفس الوقت.
من ناحية أخرى فإن دور الحِران هو السبب في انتقال الشارة المحفزة بالاتجاه الصحيح، إذ أن الخلايا التي قامت لتوّها بنقل الشارة، تنتقل إلى دور الحران، مما يجعلها غير ناقلة للشارة، ويجعل الشارة تنتقل خلال فترة الحِران إلى الخلايا التي لم تنقل الشارة للتّو. بمعنى أن الشارة تنتقل للأمام، ولا ترتد للخلف، لأن الخلايا في الخلف تمر بدور الحِران، ولا تشتطيع نقل الشارة.